# Distretto di Bamnet Narong
Il distretto di Bamnet Narong (in thailandese: บำเหน็จณรงค์) è un distretto (amphoe) della Thailandia, situato nella provincia di Chaiyaphum.